# سعد بخیت مبارک
سعد بخیت مبارک (انگلیسی: Saad Bakheet Mubarak؛ زادهٔ ۱۵ اکتبر ۱۹۷۰) یک بازیکن فوتبال اهل امارات متحده عربی است.
از باشگاه‌هایی که در آن بازی کرده‌است می‌توان به باشگاه فوتبال الشباب امارات، تیم ملی فوتبال امارات متحده عربی، باشگاه الجزیره امارات، و باشگاه فوتبال الشباب امارات اشاره کرد.
وی همچنین در تیم ملی فوتبال United Arab Emirates بازی کرده است.